# Ulrike Meinhof
Ulrike Marie Meinhof (Oldenburg, 7. listopada 1934. – Stuttgart, 9. svibnja 1976.), njemačka novinarka i jedna od suosnivača terorističke organizacije RAF.

## Životopis
Sa šest godina izgubila je oca, a uskoro zatim i majku. Zajedno sa svojom sestrom Weinke odrasla je kod profesorice Renate Riemeck, prijateljice njenih roditelja, uvjerene socijalistkinje, povjesničarke i poslije suosnivačice Njemačke mirovne unije, uz koju upoznaje socijalističke i pacifističke ideje. Studira filozofiju, pedagogiju, sociologiju i germanistiku. Na sveučilištu postaje voditeljica Povjerenstva protiv atomske smrti, ulazi u Savez socijalistički studenata, piše za studentske listove i organizira demonstracije protiv nuklearne energije. Uskoro se zapošljava u hamburškom časopisu lijeve orijentacije Konkret, u kojem će napraviti karijeru nakon udaje. Naime, udaje se za izdavača Klausa Reinera Röhla, s kojim dobiva blizanke Regine i Bettinu 21. rujna 1962. godine.
Zahvaljujući svojim kolumnama 1960-ih postaje prava novinarska zvijezda. Upravo su te kolumne u mnogim aspektima formirale pozicije šezdesetosmaškog pokreta protiv nastavka Adenaurove ere, protiv desničarskog populizma Franza Josepha Straussa, nesposobnosti da raščisti s nacističkom poviješću, šutnje političke klase o zločinima u Vijetnamu, protiv izdavačkog koncerna Springer i ulaska socijaldemokrata u veliku koaliciju. Ulrike se 1968. godine seli iz Hamburga u Berlin jer joj je brak propao. U Berlinu se pridružuje APO-u, izvanparlamentarnoj opoziciji. Do radikalizacije APO-a dolazi nakon što jedan policajac na prosvjedima protiv posjeta iranskoga šaha Berlinu 1967. ubija studenta Benna Ohnesorga. Nakon toga Ulrike dolazi do zaključka da svojim novinarskim radom ne može ništa postići.
Za vrijeme svoje novinarske karijere Ulrike upoznaje Andreasa Baadera i Gudrun Ensslin, koji su 1968. zapaljivim bombama izveli napad na dvije robne kuće u Frankfurtu. Gudrun Ensslin nagovara Ulrike Menihof da sudjeluje u Baaderovu oslobađanju iz zatvora. Nakon dramatične akcije novinarka s ostalim sudionicima odlazi na gerilski trening u Jordan. S njom je tada bio i Horst Mahler. Nasilje, s kojim je dugo koketirala, konačno opravdava u svojoj, na vrpcu snimljenoj, izjavi poslanoj tjedniku Spiegel, a njezin vokabular i argumenti postaju osnova RAF-ove teorije: Mi, naravno, kažemo - panduri su svinje, mi kažemo - tip u uniformi je svinja, to nije čovjek i moramo s njim raščistiti. To znači ne samo s njim razgovarati, pogrešno je uopće s tim ljudima razgovarati, i naravno da se može pucati. S Baaderom i Gudrun Ensslin, Ulrike Meinhof izgrađuje RAF, kao ideolog i autor natpisa kojima se formuliraju politički ciljevi skupine. U Konceptu gradske gerile, nekoj vrsti RAF-ova ustava, iz mješavine marksističkih i anarhističkih teza ona stvara totalnog neprijatelja, objavljuje ratno stanje "svinjskoj državi".
Nakon povratka u Njemačku skupina, koja se u međuvremenu naziva RAF, odlazi u ilegalu, odakle u sljedećem razdoblju izvodi pljačke banaka i bombaške napade. U tom crnom nizu ubijen je u Hamburgu glavni policijski komesar Hans Eckardt; napadnut je glavni stožer američke vojske u Frankfurtu; u Karlsruheu je eksplodirala bomba podmetnuta pod automobil suca Wolfganga Buddenberga koji je zadužen za istragu o bandi Baader-Meinhof; eksplodiraju dva automobila bombe u glavnom stožeru američke vojske u Heidelbergu itd. Ulrike Meinhof konačno donosi još jednu neljudsku odluku; 1970. godine daje oteti svoje kćeri iz Njemačke i odvesti ih prijateljima na Siciliju. Baader, Gudrun Ensslin, koja ima sina, i Ulrike Meinhof poslije odlučuju da im se djeca moraju odgajati kao siročad u palestinskom logoru. Ipak, djeca su pošteđena. Stefan Aust, njen prijatelj iz redakcije Konkreta, djecu vraća ocu u Njemačku. Iste godine policija hvata vodeće ljude RAF-a. Ulrike Meinhof zatvorena je u zatvoru u Köln-Ossendorfu. Godine 1973. bez riječi vraća božićne darove svojih kćeri i prekida svaki kontakt s njima. Stroga samica ukinuta je tek 20 mjeseci poslije. U svibnju 1975. u zatvoru Stuttgart-Stammheim počinje proces protiv članova RAF-a. Rano ujutro 9. svibnja 1976. straža u ćeliji pronalazi obješenu Ulrike Meinhof. Javljaju se sumnje da se nije radilo o samoubojstvu, te se postavlja pitanje krivnje policije i države. Šest dana kasnije, 15. svibnja 1976., organiziran je sprovod kada je došlo do velikog prosvjeda čiji je sudionik bio i kasniji njemački ministar vanjskih poslova Joschka Fischer.
Novinari i publicisti danas teže tome da Ulrike Meinhof sve manje spominju u terorističkom, a sve više u ideološkom kontekstu. O njoj se pak opet pisalo kada je u javnost izašla njena kći, također novinarka, Bettina Röhl. Ona je početkom 2001. godine objavljivanjem fotografija s demonstracija sedamdesetih godina, počela križarski rat protiv ministra vanjskih poslova Joschke Fischera. Unatoč tome njemački novinari Bettinu tretiraju kao opsjednutu i traumatiziranu ženu koja vodi bolesnu bitku protiv uspomene na vlastitu majku. Povodom 25-godišnjice smrti vlastite majke Bettina je kontrirajući takvom stavu izjavila:"To će opet biti povod tisku da padne u cviljenje o Ulrike Meinhof: o toj odličnoj novinarki koja je morala u ilegalu da bi promijenila svijet. Ali to je mit. Mediji bi trebali moliti za oprost za to što više od 30 godina stiliziraju Ulrike Meinhof u 'dobru' terorističku heroinu. To je nedostatak poštovanja prema žrtvama RAF-a."